# KRTAP13-2
KRTAP13-2 (англ. Keratin associated protein 13-2) – білок, який кодується однойменним геном, розташованим у людей на довгому плечі 21-ї хромосоми. Довжина поліпептидного ланцюга білка становить 175 амінокислот, а молекулярна маса — 18 727.
| 10         |  | 20         |  | 30         |  | 40         |  | 50         |
| ---------- |  | ---------- |  | ---------- |  | ---------- |  | ---------- |
| MSYNCCSGNF |  | SSRSCGDYLR |  | YPASSRGFSY |  | PSNLVYSTDL |  | CSPSTCQLGS |
| SLYRGCQEIC |  | WEPTSCQTSY |  | VESSPCQTSC |  | YRPRTSLLCS |  | PCKTTYSGSL |
| GFGSSSCRSL |  | GYGSRSCYSV |  | GCGSSGVRSL |  | GYGSCGFPSL |  | GYGSGFCRPT |
| YLASRSCQSP |  | CYRPAYGSTF |  | CRSTC      |  |            |  |            |

A: Аланін

C: Цистеїн

D: Аспарагінова кислота

E: Глутамінова кислота

F: Фенілаланін

G: Гліцин

I: Ізолейцин

K: Лізин

L: Лейцин

M: Метіонін

N: Аспарагін

P: Пролін

Q: Глутамін

R: Аргінін

S: Серин

T: Треонін

V: Валін

W: Триптофан